# Santa Cruz (Arcentales)
Santa Cruz es una entidad de población española del municipio de Arcentales, perteneciente a la provincia de Vizcaya, en la comunidad autónoma del País Vasco.

## Demografía
En 2023, la entidad singular de población tenía empadronados 81 habitantes y el núcleo de población, 64.